# Chata Huczwice
Chata Huczwice – chatka studencka, położona na terenie nieistniejącej wsi Huczwice koło Baligrodu w paśmie Wysokiego Działu Bieszczadów Zachodnich. Chatka prowadzona jest przez Akademicki Klub Turystyczny przy PWSZ w Sanoku. Działa w miesiącach letnich (lipiec-sierpień) i posiada 20 miejsc noclegowych. Obok chaty znajduje się pole namiotowe.

## Kontakt
Jana Pawła II 53/22, 38-500 Sanok 
tel. 500 700 638 lub 693 851 102

## Szlaki turystyczne
W bezpośrednim pobliżu chaty nie przebiega żaden znakowany pieszy szlak turystyczny. Idąc w górę doliny Riaby można dojść do przełęczy Żebrak i przebiejącego tam  Głównego Szlaku Beskidzkiego na odcinku Cisna – Wołosań – Chryszczata – Prełuki – Komańcza, natomiast idąc w kierunku Baligrodu można dojść do  na Łopiennik.
- Wola Michowa – Przełęcz Żebrak – Chata Huczwice – Sukowate – Kalnica